# Александар Тришович
Александар Тришович (серб. Александар Тришовић / Aleksandar Trisovic; 25 листопада 1983, Кралєво, СФРЮ) — сербський футболіст, півзахисник.

## Біографія
Почав займатися футболом у клубі «Слога» з рідного міста Кралєво, пізніше грав за «Мачву». У 2001 році потрапив Белградський «ОФК». Разом з командою грав в кубку Інтертото. На початку 2004 року перейшов в луцьку «Волинь», де тренером був Віталій Кварцяний. В чемпіонаті України дебютував 27 березня 2004 року у виїзному матчі проти львівських «Карпат» (0:1). З 2005 року по 2006 рік захищав кольори криворізького «Кривбасу». 
Після цього грав на батьківщині за «Црвену Звезду». В грудні 2007 року підписав контракт на три з половиною роки з харківським «Металістом». Разом з командою виступав у Кубку УЄФА. Взимку 2009 року був відданий у піврічну оренду в одеський «Чорноморець». Літом 2009 року був відданий в оренду в ужгородське «Закарпаття».
В національній збірній Сербії дебютував 16 серпня 2006 року в товариському матчі проти збірної Чехії (1:3), Тришович вийшов на початку другого тайму, на 72 хвилині він забив гол у ворота Яроміра Блажека. Усього за збірну Сербії провів 5 матчів і забив 1 гол.

## Сім'я
Одружений. Його батько виступав за команду «Кралєво».

## Досягнення
- Чемпіон Сербії (1): 2006/2007
- Срібний призер чемпіонату Сербії (1): 2007/2008
- Володар кубка Сербії (1): 2006/2007
- Бронзовий призер чемпіонату України (2): 2007/2008, 2008/2009
- Півфіналіст кубка України (1): 2008/2009